# Ryczki (gmina Harasiuki)
Ryczki – wieś w Polsce położona w województwie podkarpackim, w powiecie niżańskim, w gminie Harasiuki.

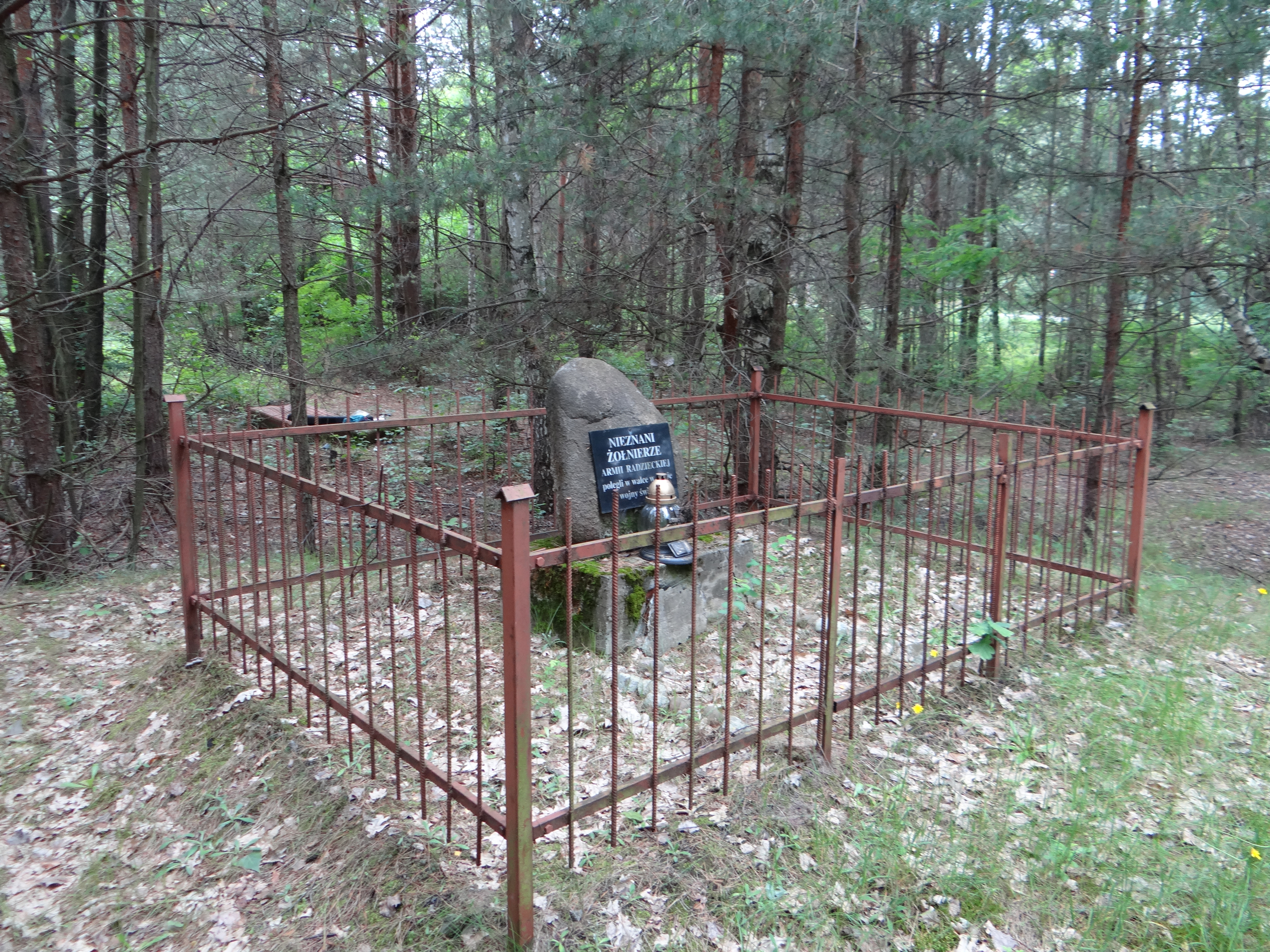

W latach 1975–1998 miejscowość administracyjnie należała do województwa tarnobrzeskiego.
Wieś jest sołectwem w gminie Harasiuki. 
W miejscowości znajduje się mogiła wojenna nieznanych żołnierzy Armii Czerwonej poległych podczas II wojny światowej. Jest ona otoczona metalowym płotkiem, na jej terenie leży kamień pamiątkowy z tablicą z napisem: Nieznani żołnierze Armii Radzieckiej polegli w czasie II wojny światowej.
Podczas zaborów wieś leżała po stronie rosyjskiej - Kongresówka.
Między Ryczkami a sąsiednią miejscowością Bukowina, w roku 2015 wybudowano szlabany i budki wartownicze z emblematami dwugłowych orłów, upamiętniające historyczne miejsce, gdzie dokładnie 100 lat temu przebiegała granica byłych zaborów austriackiego i rosyjskiego.
Wierni Kościoła rzymskokatolickiego należą do parafii Matki Bożej Królowej Polski w Hucisku.